# Staffordiidae
Staffordiidae zijn een familie van weekdieren uit de klasse van de Gastropoda (slakken).

## Taxonomie
De volgende taxa zijn in de familie ingedeeld:
- Geslacht Staffordia Godwin-Austen, 1907[3]
  - Staffordia daflaensis (Godwin-Austen)[4]
  - Staffordia staffordi Godwin-Austen, 1907[4][3]
  - Staffordia toruputuensis Godwin-Austen[4]